# Municipio de Susupuato
El municipio de Susupuato es uno de los 113 municipios en que se encuentra dividido el estado mexicano de Michoacán de Ocampo. Su cabecera municipal es la localidad de Susupuato de Guerrero. 
Forma parte de la región socioeconómica 4. Oriente.

## Toponimia
En la época precolombina la zona estaba habitada por los pueblos purépecha, mazahua, otomí y nahuas. El nombre Susupuato deriva de la expresión indígena que se traduce como ‘tierra de alacranes’, y guarda relación con la presencia de escorpiones en el territorio.

## Geografía
El municipio de Susupuato se encuentra en el este del estado de Michoacán. Tiene una extensión territorial de 268.77 km². Limita al noroeste con el municipio de Juárez; al norte con el municipio de Zitácuaro; y al oeste con el municipio de Tuzantla. Al sur, al este y al noreste limita con municipios del Estado de México: el municipio de Luvianos, los municipios de Santo Tomás y Otzoloapan y el municipio de Ixtapan del Oro, respectivamente.
La ciudad de Susupuato de Guerrero, cabecera del municipio, se encuentra aproximadamente en la ubicación 19°13′1″N 100°24′0″O / 19.21694, -100.40000, a una altitud de 1334 m. s. n. m.
Según la clasificación climática de Köppen el clima de Susupuato corresponde a la categoría Cwb (templado subhúmedo de montaña con invierno seco y verano suave).

## Demografía
La población total del municipio de Susupuato es de 9076 habitantes, lo que representa un crecimiento promedio de 0.43 % anual en el período 2010-2020 sobre la base de los 8704 habitantes registrados en el censo anterior. Al año 2020 la densidad del municipio era de 33,87 hab/km².
| Gráfica de evolución demográfica de Municipio de Susupuato entre 2000 y 2020 |
|                                                                              |
| Fuente: Instituto Nacional de Estadística Geografía e Informática            |

En el año 2010 estaba clasificado como un municipio de grado alto de vulnerabilidad social, con el 48.32 % de su población en estado de pobreza extrema.
La población del municipio está mayoritariamente alfabetizada (22.04 % de personas analfabetas al año 2010) con un grado de escolarización en torno de los 4.8 años. Solo el 3.79 % de la población se reconoce como indígena.
El 70.39 % de la población profesa la religión católica; el 25.22 % se adhiere a las iglesias protestantes, evangélicas y bíblicas.

### Localidades
En el censo de 2020 el municipio de Susupuato contaba con 76 localidades.
| Código INEGI      | Localidad             | Población (2020) |
| ----------------- | --------------------- | ---------------- |
| 160810039         | Rancho Viejo          | 1 871            |
| 160810001         | Susupuato de Guerrero | 426              |
| Otras localidades | Otras localidades     | 6 779            |
| Total municipal   | Total municipal       | 9 076            |

## Educación y salud
En 2010, el municipio contaba con escuelas preescolares, primarias, secundarias y una escuela de formación media (bachillerato). Las unidades médicas en el municipio eran 6, con un total de personal médico de 10 personas.
El 51 % de la población de 15 años o más (2680 personas) no había completado la educación básica, carencia social calificada como rezago educativo. El 50.5 % de la población (2656 personas) no tenía acceso a servicios de salud.